# Fontana delle 99 cannelle

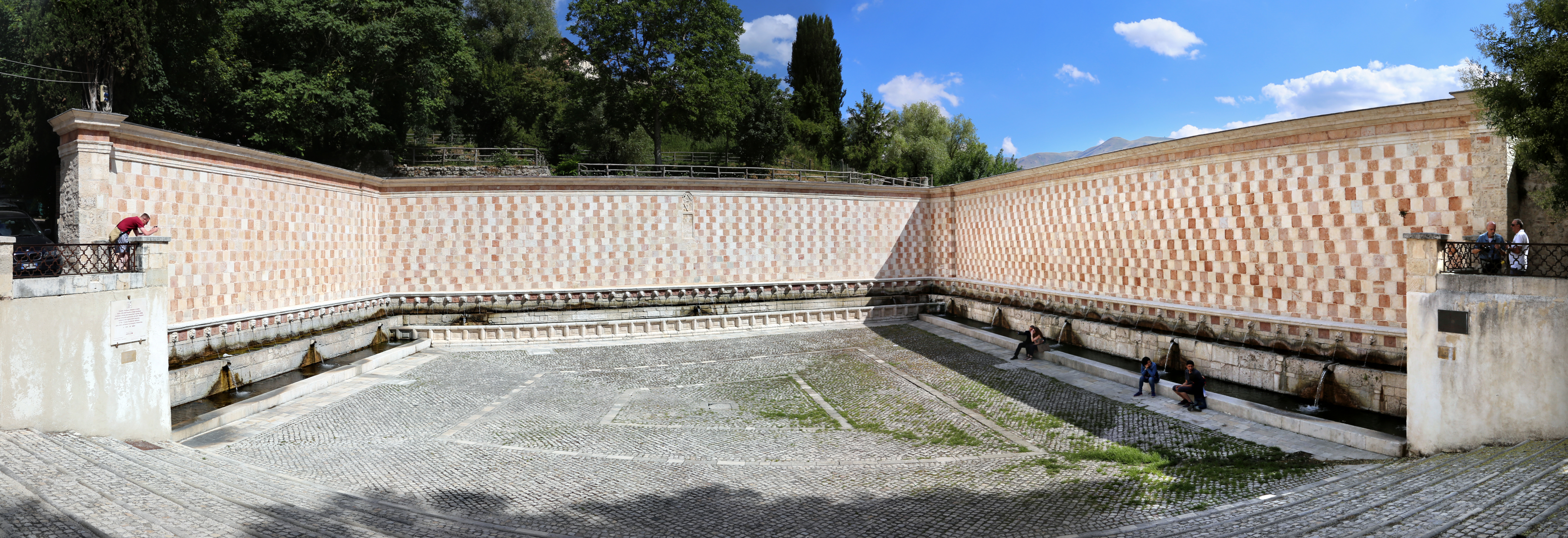
Fontana delle 99 cannelle

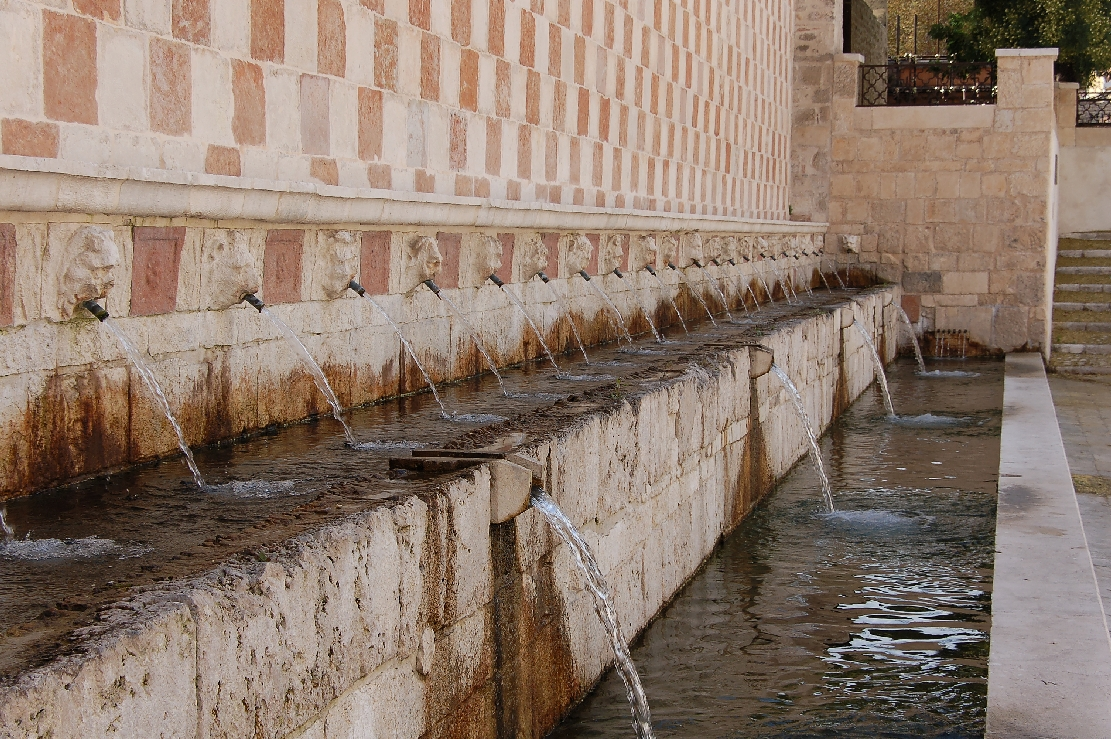

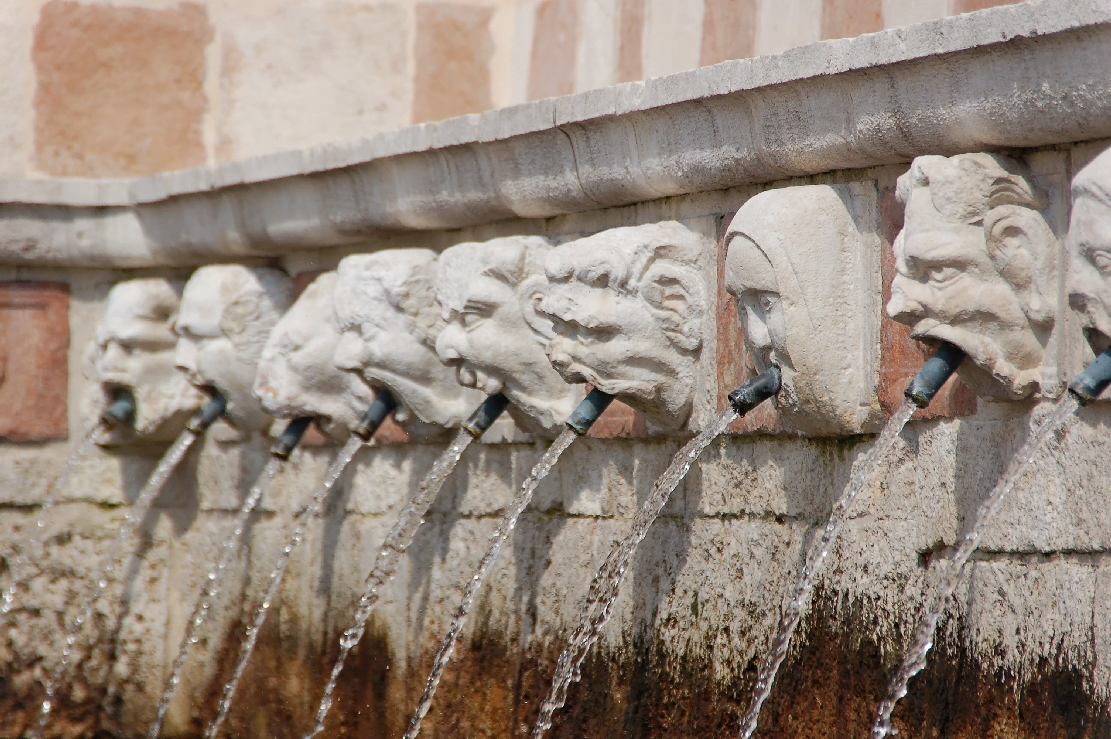
De mascaronen in detail

De Fontana delle 99 cannelle of de Fontein met de 99 waterspuwers bevindt zich in L’Aquila, in de Italiaanse provincie L’Aquila en regio Abruzzi. Volgens traditie werd zij gebouwd in het jaar 1272. De fontein was, tot de jaren 1900, een wasbekken voor de stedelingen. De wijk waar de fontein staat, heet Rivera.

## Storia
De Fontana delle 99 cannelle gaat terug tot de stichting van de stad in 1254. Rooms-Duits koning Koenraad IV, koning van Sicilië waartoe L’Aquila behoorde, schonk de stadsrechten. De stad ontstond als een soort conglomeraat. In het graafschap droegen namelijk tientallen kasteeltjes, hofsteden en landhuizen bij tot de bouw van de stad. Volgens de stichtingslegende van de stad ging het om 99 van zulke lokale entiteiten; volgens historici gaat het maximaal om een 60-tal. L’Aquila liet een fontein bouwen tegen de stadsmuren aan. Het was meer dan een wasbekken. De fontein moest symboliseren dat de stad ontstond uit een conglomeraat van kleine gemeenschappen. De oudste muur met waterspuwers dateert van het eind van de 13e eeuw; volgens een herdenkingsplaat was het bouwjaar 1272 en was de architect Tancredi van Pentima. In de 14e en 15e eeuw werden 2 muren met nog meer waterspuwers bijgebouwd, zodat de legende van de 99 vorm kreeg in de fontein.
Zo bestaat de Fontana delle 99 cannelle uit 3 muren, met marmer bekleed, rond een trapeziumvormig grondvlak. Eén zijde van het trapezium is open. Hierlangs konden de stedelingen het bouwwerk betreden. Er zijn 99 waterspuwers. Hiervan zijn er 93 mascaronen en 6 simpele waterkanaaltjes. De mascaronen beelden diverse personages uit het middeleeuwse L’Aquila uit. Het gaat van monniken tot zotskappen. Uit de 99 waterspuwers stroomt het water in een langwerpig bassin. Van hieruit loopt het water naar een tweede bassin, lager gelegen. Dit was de wasplaats.
De stedelingen hielden lang de plaats van de bron geheim. Ze wilden vermijden dat de landsheer of gouverneur van L’Aquila zich meester maakte van de bron om zo de stad in zijn greep te houden. De bron bevindt zich nabij de kerk van Santa Chiara d’Aquili, een kloosterkerk van de paters Capucijnen.
Met de aardbeving van 1703 werd de fontein beschadigd. Een herstelling gebeurde in het jaar 1744 waarbij enkele barokke versierselen toegevoegd werden.
In 1994 vond een grondige restauratie plaats, zowel van de bassins als van de waterkanalen naar de Fontana.